# Танхой
Танхой (рос. Танхой) — селище (з 1934 по 2013 — селище міського типу) Кабанського району, Бурятії Росії. Входить до складу Сільського поселення Танхойське.
Населення — 940 осіб (2015 рік).
Засноване 1901 року.